# Anna de Brooklyn
Pour plus de détails, voir Fiche technique et Distribution.
Anna de Brooklyn (Anna di Brooklyn) est un film franco-italien réalisé par Vittorio De Sica et Carlo Lastricati (it) sorti en 1958.

## Synopsis
Anna vient de revenir des États-Unis dans le petit village des Abruzzes où elle est née et elle aimerait bien y trouver un mari. Tout de suite la nouvelle circule et trois prétendants se manifestent : Ciccone, un riche éleveur qui fut son premier amour d'enfance, un baron sans le sou en quête d’argent et le maire, Peppino, mais seulement parce que sa sœur, la pharmacienne Camillina l’y a poussé. En réalité, Anna sait déjà qui pourrait être le meilleur mari : Raffaele, le mécanicien ; mais celui-ci, cependant, ne semble pas céder tout de suite à ses avances.

## Fiche technique
- Titre original : Anna di Brooklyn
- Titre français : Anna de Brooklyn
- Réalisateur : Vittorio De Sica, Carlo Lastricati (it)
- Scénario : Luciana Corda, Ettore Maria Margadonna, Dino Risi et Joseph Stefano
- Direction artistique : Gastone Medin
- Décors : Ferdinando Ruffo
- Costumes : Veniero Colasanti
- Photographie : Giuseppe Rotunno
- Montage : Eraldo Da Roma
- Musique : Alessandro Cicognini et Vittorio De Sica
- Production : Marcello Girosi et Milko Skofic (producteur exécutif)
- Sociétés de production : Cinematografica Latina, France Cinéma Productions, Les Films Marceau et Produzione Circeo
- Société de distribution : Cinédis
- Pays d’origine :  Italie,  France
- Langue originale : italien
- Format : Couleur (Technicolor) — 35 mm — 2,35:1 — son : 4-Track Stereo
- Genre : Comédie romantique
- Durée : 105 minutes
- Dates de sortie : 
  - Italie : 19 avril 1958
  - France : 29 octobre 1958 (Paris)

## Distribution
- Gina Lollobrigida (VF : Claire Guibert) : Anna
- Vittorio De Sica (VF : Claude Péran) : Don Luigi
- Dale Robertson (VF : René Arrieu) : Raffaele
- Amedeo Nazzari (VF : Claude Bertrand) : Ciccone
- Peppino De Filippo (VF : Camille Guérini) : Peppino
- Carla Macelloni : Rosina
- Gabriella Pallotta : Mariuccia
- Luigi De Filippo : Tenorino le muet
- Terence Hill (VF : Michel François) : Ciccino
- Clelia Matania : Camillina
- Augusta Ciolli : Tante Carmela
- Renzo Cesana (VF : Fernand Fabre) : Baron Trevassi
- Marco Tulli (VF : René Bériard) : Pasquale